# Montalieu-Vercieu
Montalieu-Vercieu est une commune française située dans le département de l'Isère en région Auvergne-Rhône-Alpes.
Autrefois rattachée à l'ancienne province royale du Dauphiné, la commune fut d'abord adhérente à la communauté de communes du Pays des Couleurs, avant de rejoindre, à la suite de la fusion de plusieurs intercommunalités, la communauté de communes Les Balcons du Dauphiné en 2017.

## Géographie

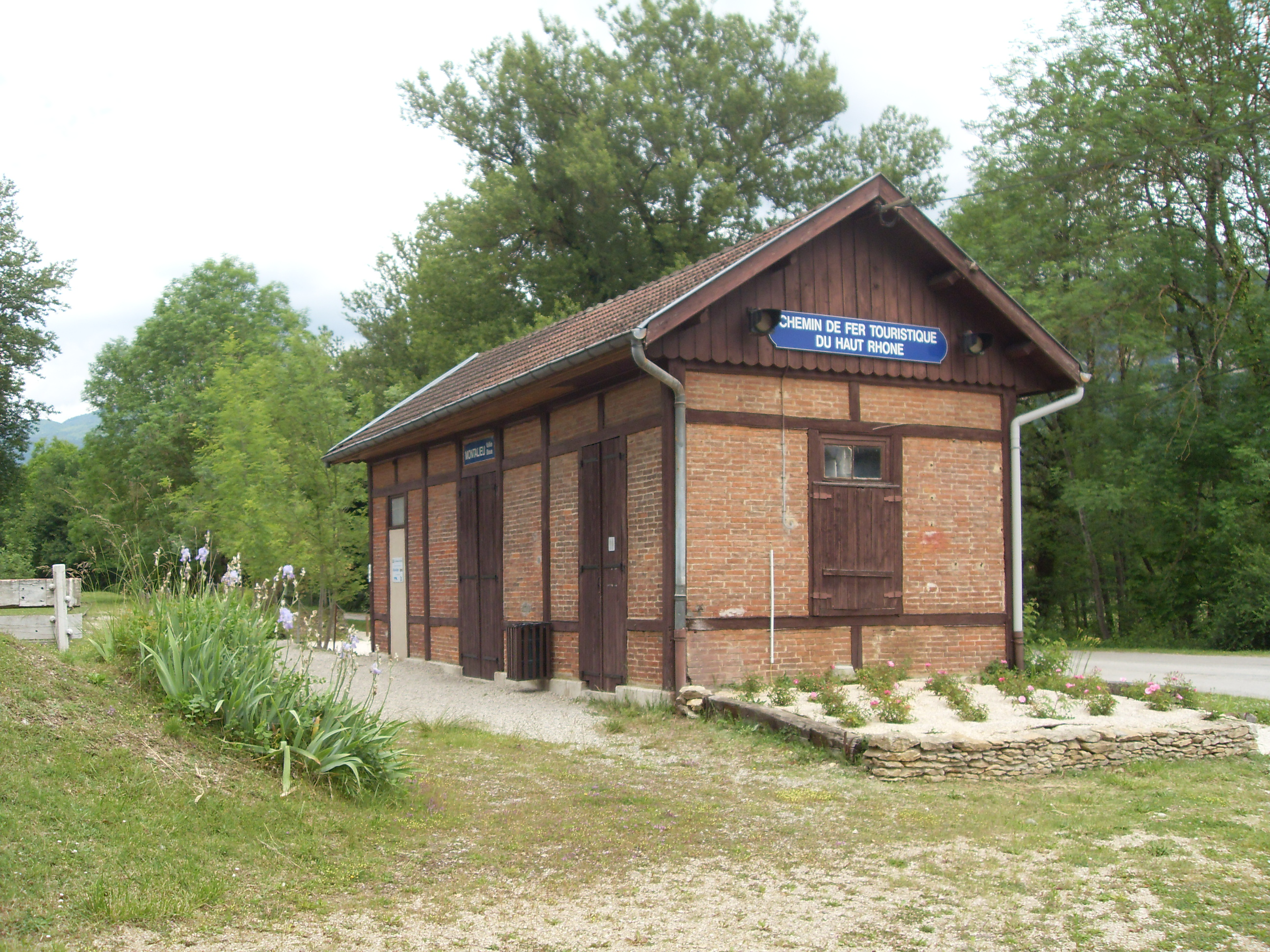
L'ancienne gare de Montalieu.

### Localisation
Le territoire de la  commune de Montalieu se positionne dans la partie septentrionale du département de l'Isère, en limite du département de l'Ain. Son bourg central, assez urbanisé, est traversé par la route reliant Grenoble à Bourg-en-Bresse, ce qui fait de ce lieu un endroit assez fréquenté.

### Communes limitrophes
Le territoire de Montalieu-Vercieu est limitrophe de cinq autres communes :

### Géologie
Sites géologiques remarquables : les « spongiaires siliceux de l'Oxfordien de la carrière de Bouvesse » sont un site géologique remarquable de 55,12 hectares qui se trouve sur les communes de Bouvesse-Quirieu et Montalieu-Vercieu. En 2014, cette formation des calcaires lités d'intérêt paléontologique, est classée « deux étoiles » à l'« Inventaire du patrimoine géologique ».

### Hydrographie
Le territoire communal est bordé à l'est par le fleuve Rhône.

### Climat
Pour des articles plus généraux, voir Climat d'Auvergne-Rhône-Alpes et Climat de l'Isère.
En 2010, le climat de la commune est de type climat océanique altéré, selon une étude du Centre national de la recherche scientifique s'appuyant sur une série de données couvrant la période 1971-2000. En 2020, Météo-France publie une typologie des climats de la France métropolitaine dans laquelle la commune est exposée à un climat de montagne ou de marges de montagne et est dans la région climatique Alpes du nord, caractérisée par une pluviométrie annuelle de 1 200 à 1 500 mm, irrégulièrement répartie en été.
Pour la période 1971-2000, la température annuelle moyenne est de 11,6 °C, avec une amplitude thermique annuelle de 18 °C. Le cumul annuel moyen de précipitations est de 1 107 mm, avec 10,5 jours de précipitations en janvier et 7,3 jours en juillet. Pour la période 1991-2020, la température moyenne annuelle observée sur la station météorologique de Météo-France la plus proche, « Bénonces », sur la commune de Bénonces à 6 km à vol d'oiseau, est de 8,2 °C et le cumul annuel moyen de précipitations est de 1 723,5 mm,. Pour l'avenir, les paramètres climatiques de la commune estimés pour 2050 selon différents scénarios d'émission de gaz à effet de serre sont consultables sur un site dédié publié par Météo-France en novembre 2022.

## Urbanisme

### Typologie
Au 1er janvier 2024, Montalieu-Vercieu est catégorisée bourg rural, selon la nouvelle grille communale de densité à sept niveaux définie par l'Insee en 2022.
Elle appartient à l'unité urbaine de Montalieu-Vercieu, une agglomération intra-départementale regroupant deux  communes, dont elle est ville-centre,,. La commune est en outre hors attraction des villes,.

### Occupation des sols
L'occupation des sols de la commune, telle qu'elle ressort de la base de données européenne d’occupation biophysique des sols Corine Land Cover (CLC), est marquée par l'importance des territoires artificialisés (39 % en 2018), en augmentation par rapport à 1990 (27 %). La répartition détaillée en 2018 est la suivante : 
zones agricoles hétérogènes (28,2 %), zones urbanisées (19,4 %), forêts (19,3 %), mines, décharges et chantiers (8,3 %), espaces verts artificialisés, non agricoles (7,3 %), eaux continentales (7,1 %), prairies (4,2 %), zones industrielles ou commerciales et réseaux de communication (4 %), terres arables (2,2 %). L'évolution de l’occupation des sols de la commune et de ses infrastructures peut être observée sur les différentes représentations cartographiques du territoire : la carte de Cassini (XVIIIe siècle), la carte d'état-major (1820-1866) et les cartes ou photos aériennes de l'IGN pour la période actuelle (1950 à aujourd'hui).

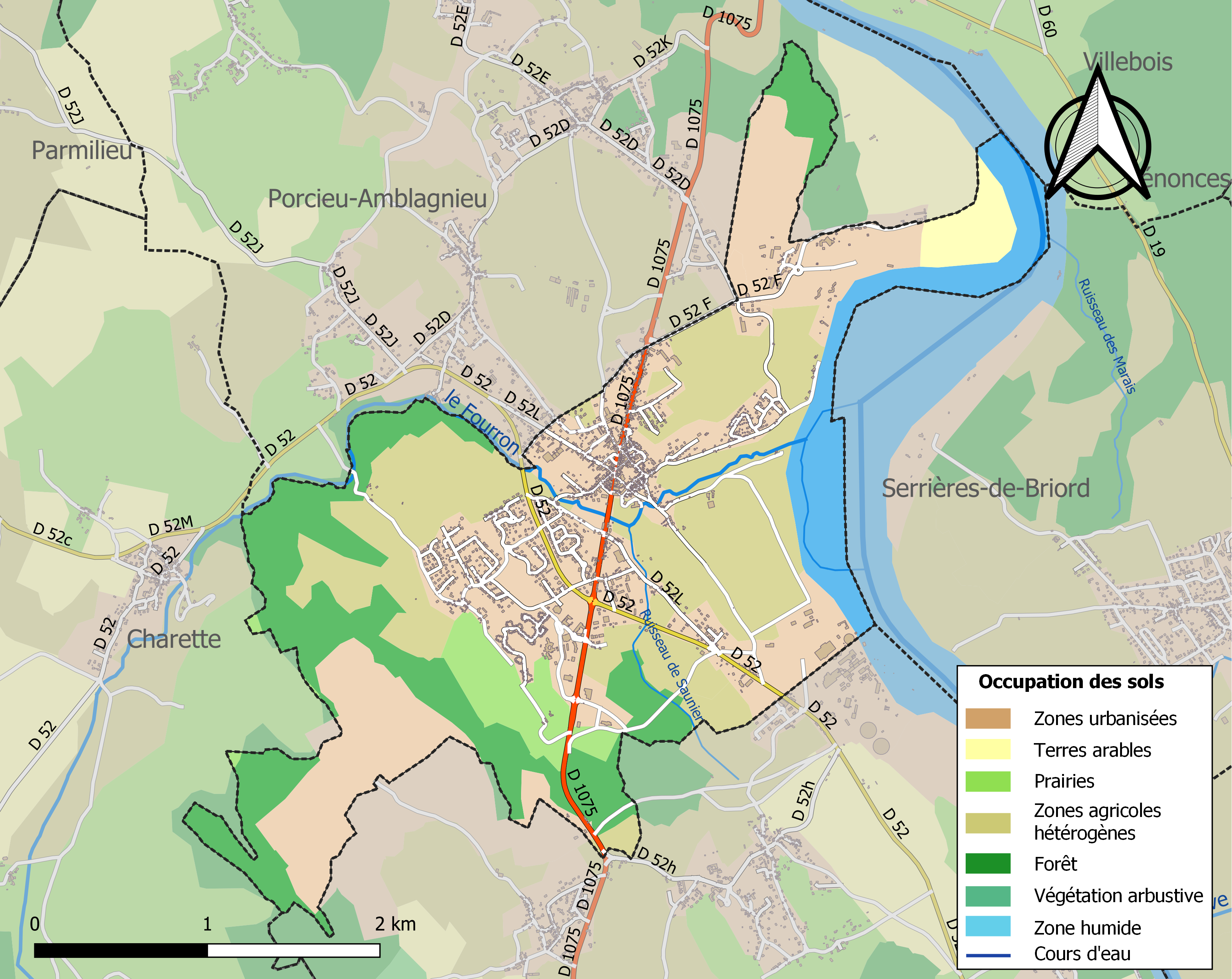
Carte des infrastructures et de l'occupation des sols de la commune en 2018 (CLC).

### Voies de communication et transports
Le territoire communal est traversé par l'ancienne route nationale 75, déclassée en RD 1075 et qui permet de relier Bourg-en-Bresse à Sisteron par Voiron et Grenoble, ainsi que par la RD52.

### Risques naturels et technologiques

#### Risques sismiques
L'ensemble du territoire de la commune de Montalieu-Vercieu est situé en zone de sismicité n°3, comme la plupart des communes de son secteur géographique.
| Type de zone | Niveau            | Définitions (bâtiment à risque normal) |
| ------------ | ----------------- | -------------------------------------- |
| Zone 3       | Sismicité modérée | accélération = 1,1 m/s2                |

## Histoire
Pour un article plus général, voir Histoire de l'Isère.

### Préhistoire et Antiquité
Il existe de  nombreux vestiges préhistoriques et antiques.

### Époques moderne et contemporaine
Vercieu était plus important que Montalieu au XVIIIe siècle.[réf. nécessaire]
Entre 1790 et 1794, les communes éphémères de Montalieu et Vercieu fusionnent pour former la nouvelle commune de Montalieu-Vercieu.
En 2021, l'association Paysages de France décerne à Montalieu-Vercieu le prix de la France moche 2021, dans la catégorie « Campagne publicitaire », en cause : les nombreux panneaux publicitaires qui ornent les rues et les façades de maisons.

## Politique et administration

### Liste des maires
| Période                                  | Période   | Identité         | Étiquette | Qualité         |
| ---------------------------------------- | --------- | ---------------- | --------- | --------------- |
| -                                        | mars 1989 | André Beau       |           |                 |
| mars 1989                                | -         | Roger Cordier    |           |                 |
| 1996                                     | mars 2008 | Georges Vagnon   |           | Maire honoraire |
| mars 2008                                | En cours  | Christian Giroud | UDI       |                 |
| Les données manquantes sont à compléter. |           |                  |           |                 |

## Population et société

### Démographie
L'évolution du nombre d'habitants est connue à travers les recensements de la population effectués dans la commune depuis 1793. Pour les communes de moins de 10 000 habitants, une enquête de recensement portant sur toute la population est réalisée tous les cinq ans, les populations de référence des années intermédiaires étant quant à elles estimées par interpolation ou extrapolation. Pour la commune, le premier recensement exhaustif entrant dans le cadre du nouveau dispositif a été réalisé en 2005.

En 2022, la commune comptait 3 508 habitants, en évolution de +3,82 % par rapport à 2016 (Isère : +3,07 %, France hors Mayotte : +2,11 %).
| 1793 | 1800 | 1806 | 1821 | 1831 | 1836  | 1841  | 1846  | 1851  |
| ---- | ---- | ---- | ---- | ---- | ----- | ----- | ----- | ----- |
| 498  | 383  | 807  | 678  | 907  | 1 032 | 1 274 | 1 507 | 1 506 |

| 1856  | 1861  | 1866  | 1872  | 1876  | 1881  | 1886  | 1891  | 1896  |
| ----- | ----- | ----- | ----- | ----- | ----- | ----- | ----- | ----- |
| 1 727 | 1 768 | 1 869 | 1 771 | 1 944 | 1 955 | 2 098 | 2 023 | 2 012 |

| 1901  | 1906  | 1911  | 1921  | 1926  | 1931  | 1936  | 1946  | 1954  |
| ----- | ----- | ----- | ----- | ----- | ----- | ----- | ----- | ----- |
| 2 125 | 2 077 | 1 980 | 1 683 | 1 874 | 2 050 | 1 742 | 1 561 | 1 577 |

| 1962  | 1968  | 1975  | 1982  | 1990  | 1999  | 2005  | 2006  | 2010  |
| ----- | ----- | ----- | ----- | ----- | ----- | ----- | ----- | ----- |
| 1 754 | 1 842 | 1 756 | 2 329 | 2 076 | 2 178 | 2 590 | 2 632 | 3 189 |

| 2015  | 2020  | 2022  | - | - | - | - | - | - |
| ----- | ----- | ----- | - | - | - | - | - | - |
| 3 387 | 3 516 | 3 508 | - | - | - | - | - | - |

### Enseignement
La commune est rattachée à l'académie de Grenoble.

### Équipements municipaux
La commune compte de nombreux équipements, notamment dans le secteur du tourisme et des loisirs :
- La base de loisirs de la Vallée Bleue
- Le Chemin de fer du Haut-Rhône (chemin de fer touristique avec locomotives à vapeur), de Montalieu-Vallée Bleue au pont de Sault-Brenaz.
- Un camping et un hôtel
- Un Point Information saisonnier sur la base de loisirs
- L'espace Socio-culturel au Pays de la Pierre
- la médiathèque du parc et un Espace Auditorium Ninon Vallin
- Le club de basket-ball de l'Entente Basket-ball Montalieu Bouvesse (dit EBMB)
- La radio locale Pixel FM émet depuis Montalieu-Vercieu.

### Médias
Historiquement, le quotidien à grand tirage Le Dauphiné libéré consacre, chaque jour, y compris le dimanche, dans son édition du Nord-Isère, un ou plusieurs articles à l'actualité de la communauté de communes, ainsi que des informations sur les éventuelles manifestations locales, les travaux routiers, et autres événements divers à caractère local.
La commune est située sur l'aire de diffusion de radio Ici Isère, une radio publique qui émet sur tout le territoire du département de l'Isère.

## Économie

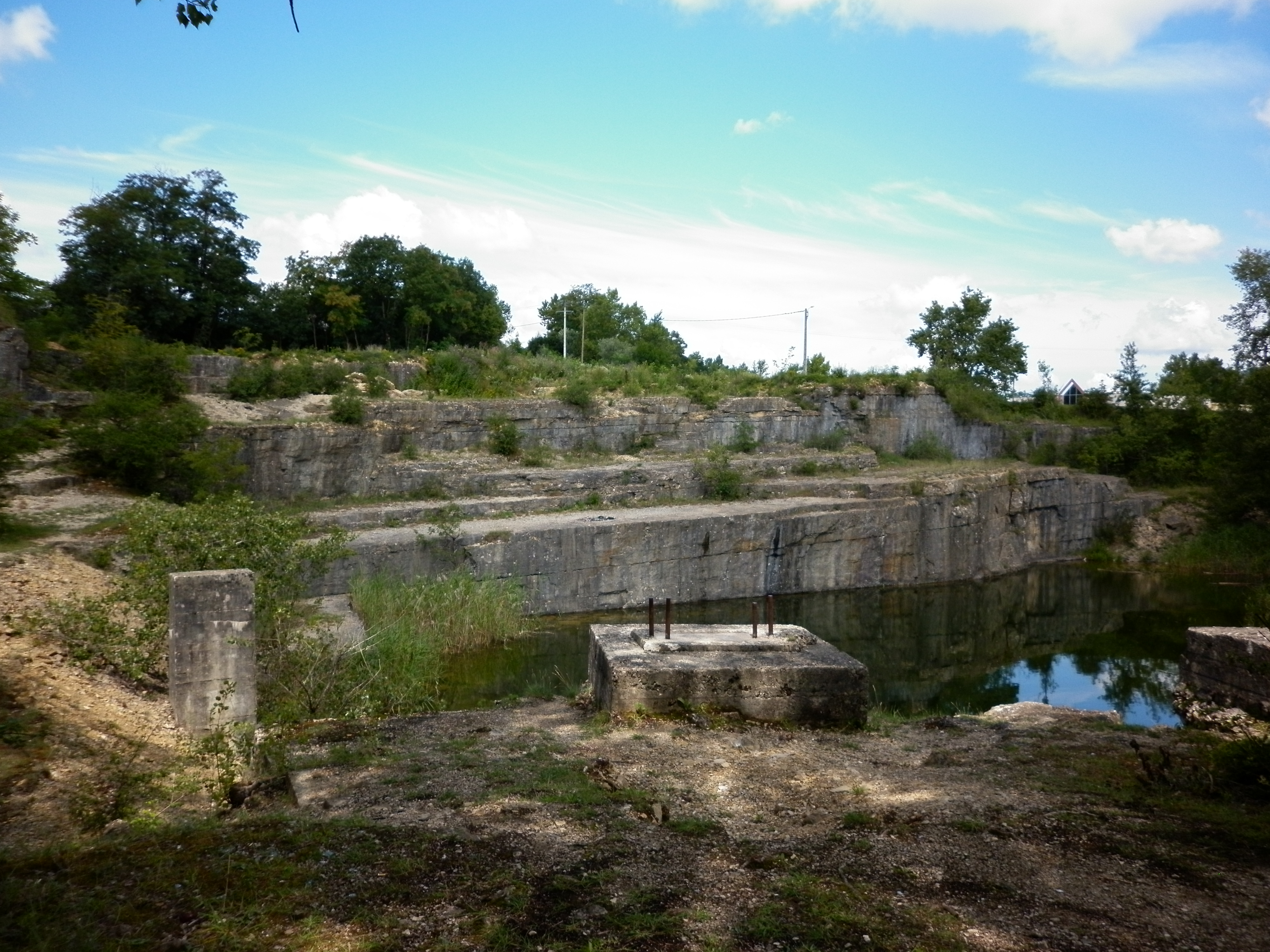
La carrière des Galoches.

Le territoire héberge d'anciennes carrières. Le marché communal est organisé le samedi matin sur la place de la Mairie.

### Secteur agricole
Au niveau agricole, la commune compte également des bois, des pâturages, des secteurs de production de céréales, d'élevage de bovins, de caprins ainsi que la production de fromages.

### Secteur industriel
Une cimenterie du groupe Vicat est sise à Montalieu, avec 199 p. en 2020.

## Culture locale et patrimoine

### Lieux et monuments
- Mairie XIXe siècle. Vieille forge des tailleurs XIXe siècle.
- Lavoirs et fontaines.
- Château de Porcieu.
- Église paroissiale Saint-Louis de Montalieu-Vercieu édifiée en 1833 de style classique.
- Croix du Besset ; croix du cimetière.
- Oratoire de la Vierge sur la RN 75.
- Four  XIXe siècle à Vercieu.
- Chemin de fer du Haut-Rhône
- Base de loisirs de la Vallée Bleue[26]

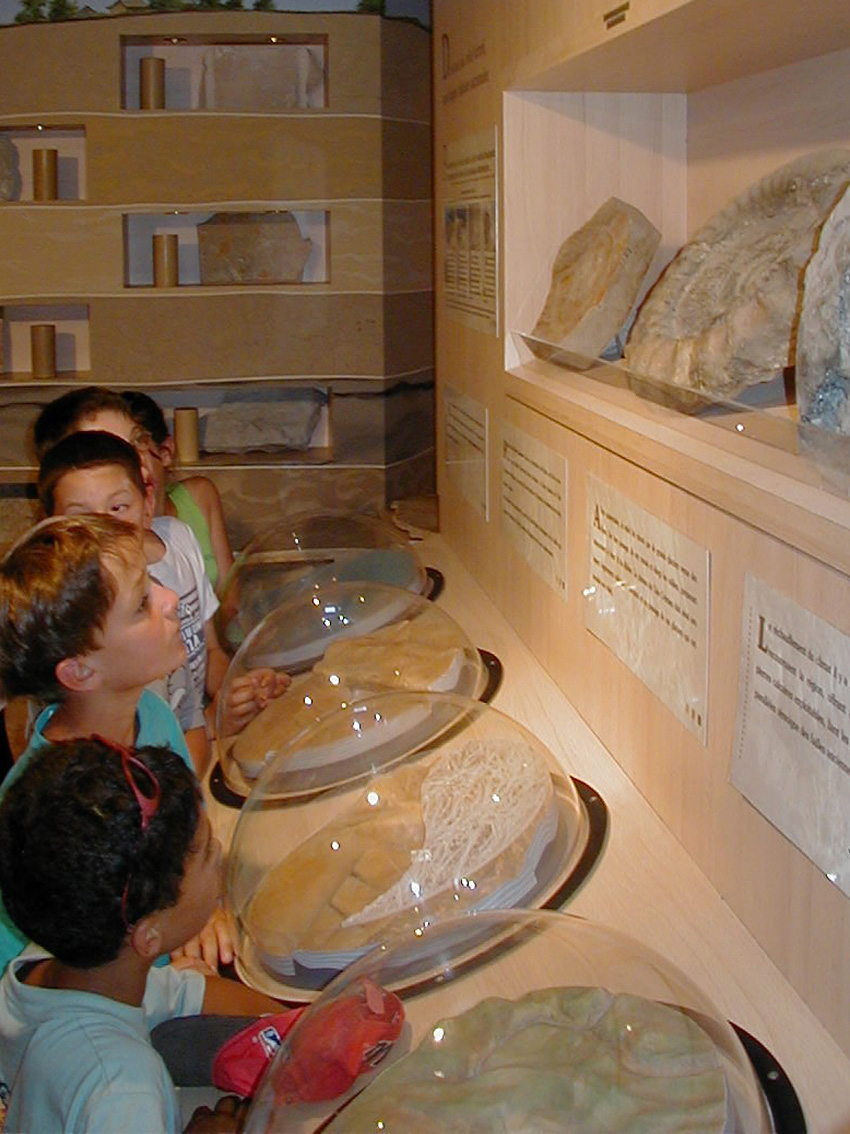
La Maison de la pierre et du ciment.

### Patrimoine culturel
- Le musée Maison de la pierre et du ciment. Cet espace d'exposition, bien que fermé depuis 2020[27], retraçait l'histoire du bassin carrier d'extraction de la pierre dite de Villebois. Cette histoire commence il y a 160 millions d'années avec la formation des pierres calcaires qui font la réputation de la région et se poursuit avec les hommes, qui d'hier à aujourd'hui, travaillent ce matériau[28].

### Espaces verts et fleurissement
En mars 2017, la commune confirme le niveau « une fleur » au concours des villes et villages fleuris, ce label récompense le fleurissement de la commune au titre de l'année 2016.

### Personnalités liées à la commune

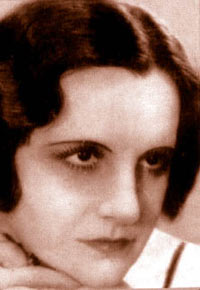
Ninon Vallin

- Ninon Vallin (1886-1961), cantatrice, fille d'un notaire de la commune.
- Lise Blanchet (1898-1992), romancière française, est née dans la commune.
- Alice Vittet (1905-1989), cuisinière, mère lyonnaise, née à Montalieu.
- Steeve Estatof, musicien, chanteur (Nouvelle Star, 2004, M6).
- Louis Rivet, général de brigade, commandant du Renseignement militaire français entre 1936 et 1944.

### Héraldique
| Blason de Montalieu-Vercieu | Blason  | De gueules à la bande d'azur chargée d’une tierce ondée d'argent, accompagnée, en chef, d’une couronne royale ouverte à laquelle sont appendues les inscriptions St et L et en pointe d’un maillet rond et d’un ciseau de sculpteur à dents de chien passés en sautoir, le tout d’or. |
| Blason de Montalieu-Vercieu | Détails | Le statut officiel du blason reste à déterminer. |